# Kardinalitet
Kardinalitet eller mäktighet är ett mått på storlek av en mängd {\displaystyle M} och betecknas ofta {\displaystyle |M|} eller {\displaystyle \#M}. Exempelvis innehåller {\displaystyle \{1,5,4\}} 3 element och har därför kardinalitet {\displaystyle 3}, vilket skrivs {\displaystyle |\{1,5,4\}|=3}. Kardinaliteten är enkel för ändliga mängder då den är antalet element i mängden. Kardinaliteten är användbar för att jämföra två oändliga mängder, som kan ha olika stor kardinalitet och därmed på ett visst sätt kan sägas vara "olika stora". 

## Ändliga mängder
Den minsta kardinaliteten (kardinaltalet) är 0. Den tomma mängden har denna kardinalitet. Nästa större kardinalitet är 1 som är kardinaliteten för varje mängd med exakt ett element, och nästa kardinalitet är 2 som är kardinaliteten för varje mängd med exakt två element och så vidare. Varje naturligt tal {\displaystyle n} är alltså ett kardinaltal för alla mängder med {\displaystyle n} stycken element. 

## Oändliga mängder
För oändliga mängder behöver man använda följande definition. Två mängder har samma kardinalitet om det finns minst en bijektion (ett-till-ett-avbildning) mellan dem. Exempelvis bevisar bijektionen {\displaystyle \{a\leftrightarrow 1,b\leftrightarrow 6,c\leftrightarrow 9\}} att mängderna {\displaystyle \{a,b,c\}} och {\displaystyle \{1,6,9\}} har samma kardinalitet. Detta är intuitivt självklart för ändliga mängder, men definitionen kan även användas för att jämföra olika oändliga mängder. Ett exempel är bijektionen {\displaystyle f(x)=2x}, där {\displaystyle f} är en funktion över de naturliga talen. Denna bijektion går mellan de naturliga talen och de jämna naturliga talen, och kan skrivas som {\displaystyle \{1\mapsto 2,2\mapsto 4,3\mapsto 6,4\mapsto 8\dots \}}. Även om heltalen intuitivt har "dubbelt så många" element som de jämna heltalen, visar detta att de båda mängderna har samma kardinalitet, och därmed är lika "stora".
Man kan gå vidare och genom listiga avbildningar kan man visa att kardinaliteten för ℕ (de naturliga talen) är samma som ℤ (heltalen) och ℚ (de rationella talen, dvs bråken).

## Kardinaltal
Till varje kardinalitet hör ett kardinaltal.
För oändliga mängder räcker inte de naturliga talen till som kardinaltal. {\displaystyle \mathbb {N} } (mängden av de naturliga talen) har kardinaltalet {\displaystyle \aleph _{0}}, benämnt alef-noll. Det är det minsta oändliga kardinaltalet och betecknar en uppräknelig oändlighet. {\displaystyle \mathbb {Z} } (mängden av heltalen) och {\displaystyle \mathbb {Q} } (mängden av de rationella talen) har också kardinalitet {\displaystyle \aleph _{0}}, vilket kan visas genom att hitta ett sätt att räkna upp dem (d.v.s. ordna ett naturligt tal till varje element i respektive mängd). Nästa större kardinalitet är {\displaystyle \aleph _{1}}, sedan kommer {\displaystyle \aleph _{2}}, {\displaystyle \aleph _{3}} osv. Mängder av dessa kardinaliteter är överuppräkneliga. Kardinaliteten av {\displaystyle \mathbb {R} } (de reella talen), som kallas kontinuum och betecknas med lilla {\displaystyle c}, tillhör dessa. Enligt den oavgörbara kontinuumhypotesen finns dessutom inga kardinaltal mellan kontinuum och {\displaystyle \aleph _{0}}, d.v.s. {\displaystyle c=\aleph _{1}}.
Cantors sats visar att det inte finns någon övre gräns på hur stora kardinaltal som kan bildas.